# Gagauzi

Flaga Gagauzów (obecnie w Gagauzji używana jest inna flaga)

Gagauzi (Gagauzlar) – grupa etniczna pochodzenia tureckiego posługująca się językiem gagauskim z grupy języków turkijskich, a na obszarze Autonomii Gagauskiej (Gagauz Yeri) także językiem rosyjskim. Zamieszkują Gagauzję w południowej Mołdawii, tereny Ukrainy, mniej licznie północno-wschodnie tereny Bułgarii, w Rumunii i Kazachstanie. Podawane są bardzo rozbieżne dane co do ich liczebności – od 150 do 235 tysięcy. Na terenie Mołdawii Gagauzi identyfikują się jako oddzielny naród.
Rozmieszczenie Gagauzów:
- Mołdawia – 147 500;
- Ukraina – 31 000;
- Turcja – 15 000;
- Rosja – 11 000;
- Bułgaria – 1400;
- Rumunia – 1200;
- Kazachstan – 1000.

Spośród ludów tureckich wyróżnia ich wyznawana religia – prawosławie – według tradycji gagauskiej warunkiem ich pozostania na terenie Rosji, postawionym przez carycę Katarzynę II, było ich ochrzczenie się. Gagauzi być może są potomkami dawnych plemion Oguzów, Pieczyngów lub też Kumanów, zamieszkujących w średniowieczu stepy nad Morzem Czarnym. Inne teorie widzą w nich potomków Turków seldżuckich, sturczonych Bułgarów, a nawet Greków. Najliczniejsza obecnie społeczność w Mołdawii to potomkowie emigrantów z przełomu XVIII i XIX wieku, którzy przesiedlili się z obszaru Bułgarii wraz z Bułgarami besarabskimi (zwłaszcza z Dobrudży, okolic Warny, Jambołu i Stambułu).
Ustawa o Specjalnym Statusie Gagauz Yeri umożliwiała początkowo uzyskanie przez Gagauzów suwerenności w przypadku zjednoczenia Republiki Mołdawii z Republiką Rumunii na drodze referendum. Jednakże w roku 2003 zmieniono lakoniczny zapis (111 artykuł) Konstytucji Mołdawii dotyczący Naddniestrza oraz Gagauzji na bardziej szczegółowy, w którym jednak prawo do secesji nie zostało wymienione. W efekcie Gagauzja nie posiada obecnie prawa wyjścia z Republiki Mołdawii. Ta sama procedura miałaby miejsce odnośnie do Naddniestrza (wschodni obszar Republiki Mołdawii, nieuznający władz w Kiszyniowie).
W Gagauzji znajdują się tylko trzy miasta: Komrat (rum. Comrat), Ceadîr-Lunga (gag. Çadır Lunga lub Çadır) i Vulcănești (gag. Valkaneş), którym podlegają 23 wsie (komuny).